# Bugatti Type 30

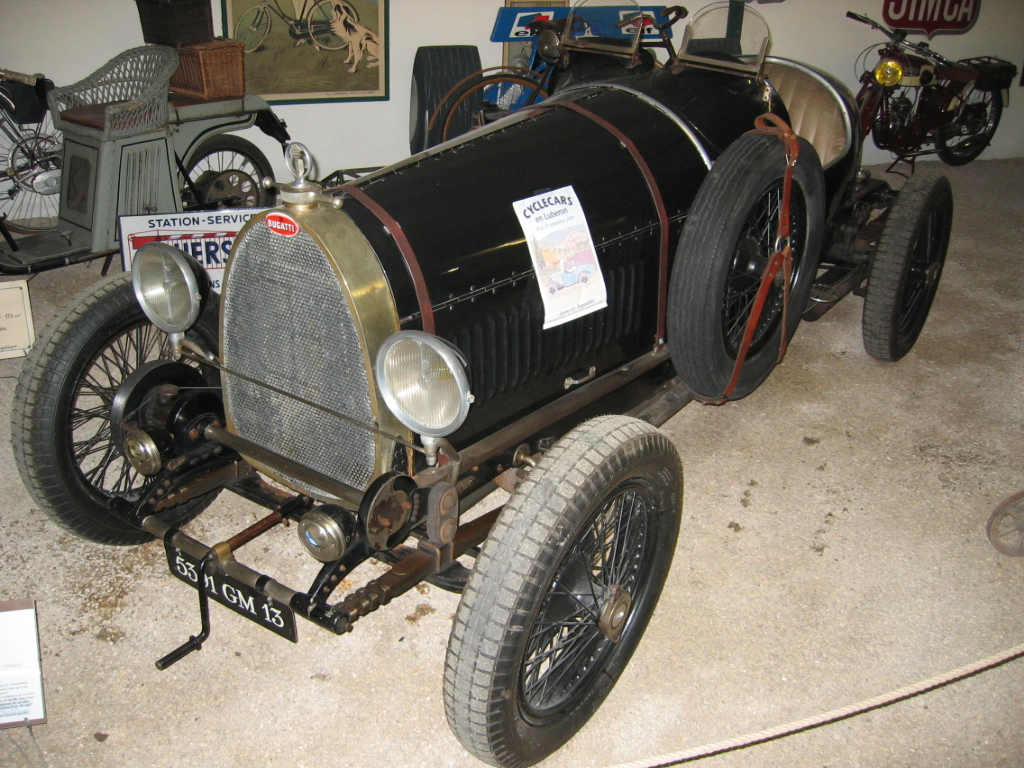
Bugatti Type 30

Bugatti Type 30 був знаковою моделлю французької фірми Bugatti, що була розроблена Етторе Бугатті на основі довоєнної моделі Bugatti Type 13 і випускалась у 1922-1926 роках. Було збудовано 585 екземплярів машин.
Презентація моделі відбулась 1922 у Страсбурзі на гонці Гран Прі Автомобільного клубу Франції (фр. Grand Prix de l'Automobile Club de France).
На автомобіль встановили мотор від Bugatti Type 29.   Атмосферний восьмициліндровий мотор об'ємом 1991 см³ і потужністю 70 к. с. при 3800 об/хв. Розміщений зверху розподільчий вал приводив у дію по три клапани на циліндр. Колінчастий вал дев'ятиопорний. Зчеплення багатодискове. Механічна коробка передач чотирьохступінчаста. Механічні гальма мали привід на всі колеса. шини 29×5. Швидкість на прямій передачі становила 130 км/год. Вага машини виносила 835 кг. Bugatti Type 30 випускалась у модифікаціях фр. Barquette de course, фр. tourisme. На її основі була розроблена модель Bugatti Type 38.